# Pentathlon moderno ai Giochi della XVII Olimpiade
Le competizioni del pentathlon moderno ai Giochi della XVII Olimpiade si sono si svolte dal 26 al 31 agosto 1960 in varie sedi a Roma. Come a Melbourne 1956 si sono disputate due gare maschili, una individuale e una a squadre.

## Podi
| Evento                      | Oro                                            | Perform. | Argento                                                     | Perform. | Bronzo                                              | Perform. |
| Gara individuale (dettagli) | Ferenc Németh                                  | 5024     | Imre Nagy                                                   | 4988     | Robert Beck                                         | 4981     |
| Gara a squadre (dettagli)   | Ungheria Ferenc Németh Imre Nagy András Balczó | 14863    | Unione Sovietica Igor' Novikov Nikolaj Tatarinov Hanno Selg | 14309    | Stati Uniti Robert Beck Jack Daniels George Lambert | 14192    |

## Medagliere
| Posizione | Paese            |   |   |   | Totale |
| --------- | ---------------- | - | - | - | ------ |
| 1         | Ungheria         | 2 | 1 | 0 | 3      |
| 2         | Unione Sovietica | 0 | 1 | 0 | 1      |
| 3         | Stati Uniti      | 0 | 0 | 2 | 2      |
| Totale    | Totale           | 2 | 2 | 2 | 6      |